# پرسانا
پرسانا (به ایتالیایی: Pressana) یک کومونه در ایتالیا است که در استان ورونا واقع شده‌است.

## خصوصیات
پرسانا ۱۷٫۷ کیلومترمربع مساحت و ۲٬۴۵۷ نفر جمعیت دارد و ۱۹ متر بالاتر از سطح دریا واقع شده‌است.